# العلاقات الفلبينية الجيبوتية
العلاقات الفلبينية الجيبوتية هي العلاقات الثنائية التي تجمع بين الفلبين وجيبوتي.

## مقارنة بين البلدين
هذه مقارنة عامة ومرجعية للدولتين:
| وجه المقارنة                                              | الفلبين                       | جيبوتي                    |
| --------------------------------------------------------- | ----------------------------- | ------------------------- |
| المساحة (كم2)                                             | 343.45 ألف                    | 23.20 ألف                 |
| عدد السكان (نسمة)                                         | 104.92 مليون                  | 956.99 ألف                |
| الكثافة السكانية (ن./كم²)                                 | 305.49                        | 41.25                     |
| العاصمة                                                   | مانيلا                        | جيبوتي                    |
| اللغة الرسمية                                             | اللغة الفلبينية، لغة إنجليزية | لغة فرنسية، اللغة العربية |
| العملة                                                    | بيسو فلبيني                   | فرنك جيبوتي               |
| الناتج المحلي الإجمالي (بليون دولار)                      | 313.60 مليار                  | 1.84 مليار                |
| الناتج المحلي الإجمالي (تعادل القوة الشرائية) بليون دولار | 743.90 مليار                  | 3.10 مليار                |
| الناتج المحلي الإجمالي الاسمي للفرد دولار أمريكي          | 2.90 ألف                      | 1.95 ألف                  |
| الناتج المحلي الإجمالي للفرد دولار أمريكي                 | 7.39 ألف                      | 3.27 ألف                  |
| مؤشر التنمية البشرية                                      | 0.668                         | 0.470                     |
| رمز المكالمات الدولي                                      | +63                           | +253                      |
| رمز الإنترنت                                              | .ph                           | .dj                       |
| المنطقة الزمنية                                           | توقيت الفلبين                 | ت ع م+03:00               |

## منظمات دولية مشتركة
يشترك البلدان في عضوية مجموعة من المنظمات الدولية، منها:
| علم المنظمة | اسم المنظمة                        | تاريخ انضمام الفلبين | تاريخ انضمام جيبوتي |
| ----------- | ---------------------------------- | -------------------- | ------------------- |
|             | وكالة ضمان الاستثمار متعدد الأطراف | 8 فبراير 1994        | 12 يناير 2007       |
|             | منظمة الشرطة الجنائية الدولية      | ?                    | ?                   |
|             | منظمة حظر الأسلحة الكيميائية       | ?                    | ?                   |
|             | منظمة التجارة العالمية             | 1995                 | ?                   |
|             | الأمم المتحدة                      | 24 أكتوبر 1945       | 20 سبتمبر 1977      |
|             | مؤسسة التمويل الدولية              | 12 أغسطس 1957        | 1 أكتوبر 1980       |
|             | يونسكو                             | 21 نوفمبر 1946       | 31 أغسطس 1989       |
|             | مؤسسة التنمية الدولية              | 28 أكتوبر 1960       | 1 أكتوبر 1980       |
|             | البنك الدولي للإنشاء والتعمير      | 27 ديسمبر 1945       | 1 أكتوبر 1980       |
|             | الاتحاد البريدي العالمي            | ?                    | ?                   |
|             | الاتحاد الدولي للاتصالات           | 25 مايو 1912         | 22 نوفمبر 1977      |

## وصلات خارجية
- موقع وزارة الخارجية الفلبينية